# Rhasis
Rhasis är ett släkte av insekter. Rhasis ingår i familjen ängsskinnbaggar.
Kladogram enligt Catalogue of Life:
| Rhasis | \| \| Rhasis amplificatus \| \| \| \| \| \| Rhasis leviscutatus \| \| \| \| |
|        | \| \| Rhasis amplificatus \| \| \| \| \| \| Rhasis leviscutatus \| \| \| \| |
|        | Rhasis amplificatus                                                         |
|        |                                                                             |
|        | Rhasis leviscutatus                                                         |
|        |                                                                             |